# Berlin Savignyplatz
Berlin Savignyplatz – przystanek kolejowy w Berlinie, w Niemczech. Znajduje się tu 1 peron.
| Berlin Savignyplatz   |  |                            |
| Linia                 |  |                            |
| Berlin Charlottenburg |  | Berlin Zoologischer Garten |